# Lijst van Truienaars
Deze lijst van Truienaars geeft een overzicht van bekende personen die in de Belgische stad Sint-Truiden zijn geboren of hebben gewoond.

## Geboren in Sint-Truiden

### A

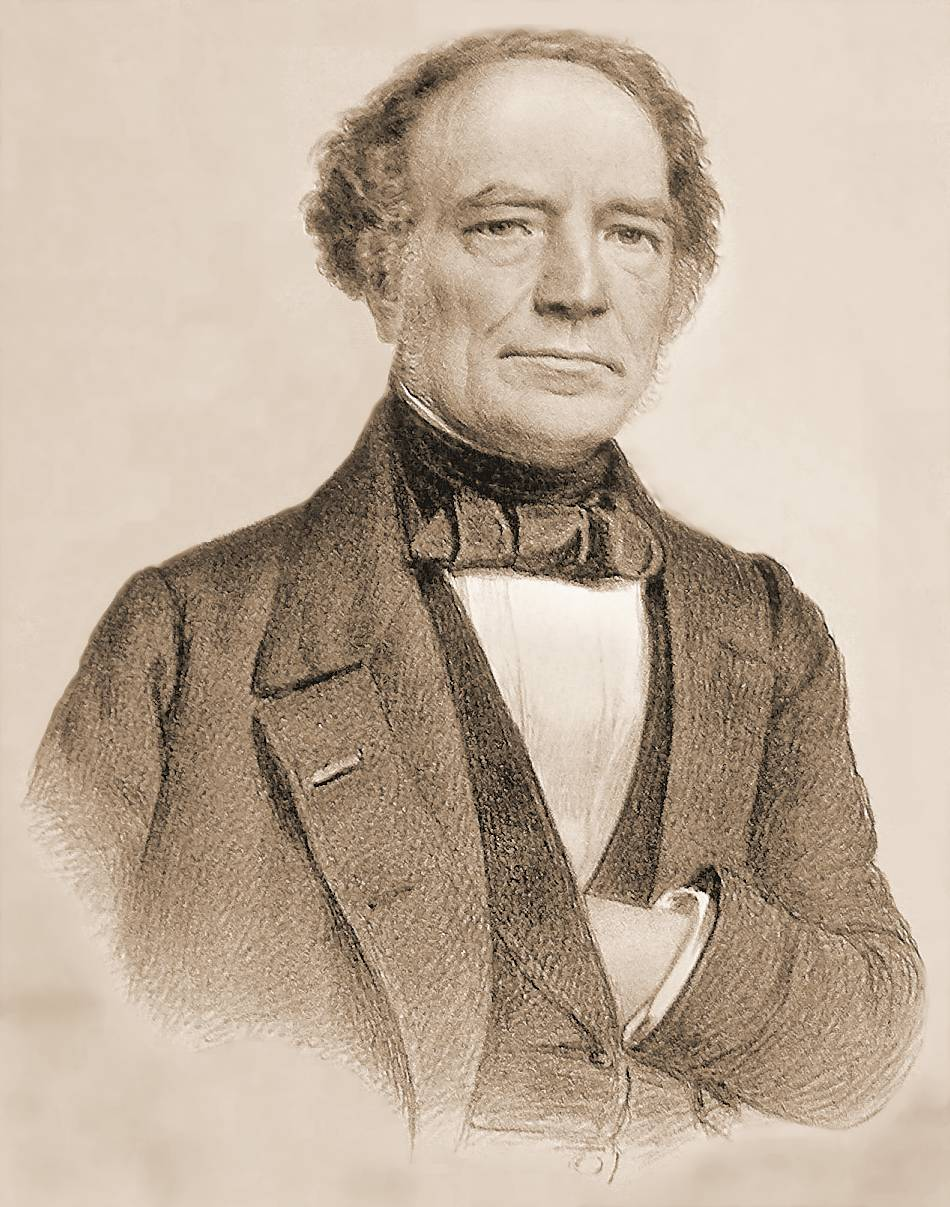
Barthélémy de Theux de Meylandt

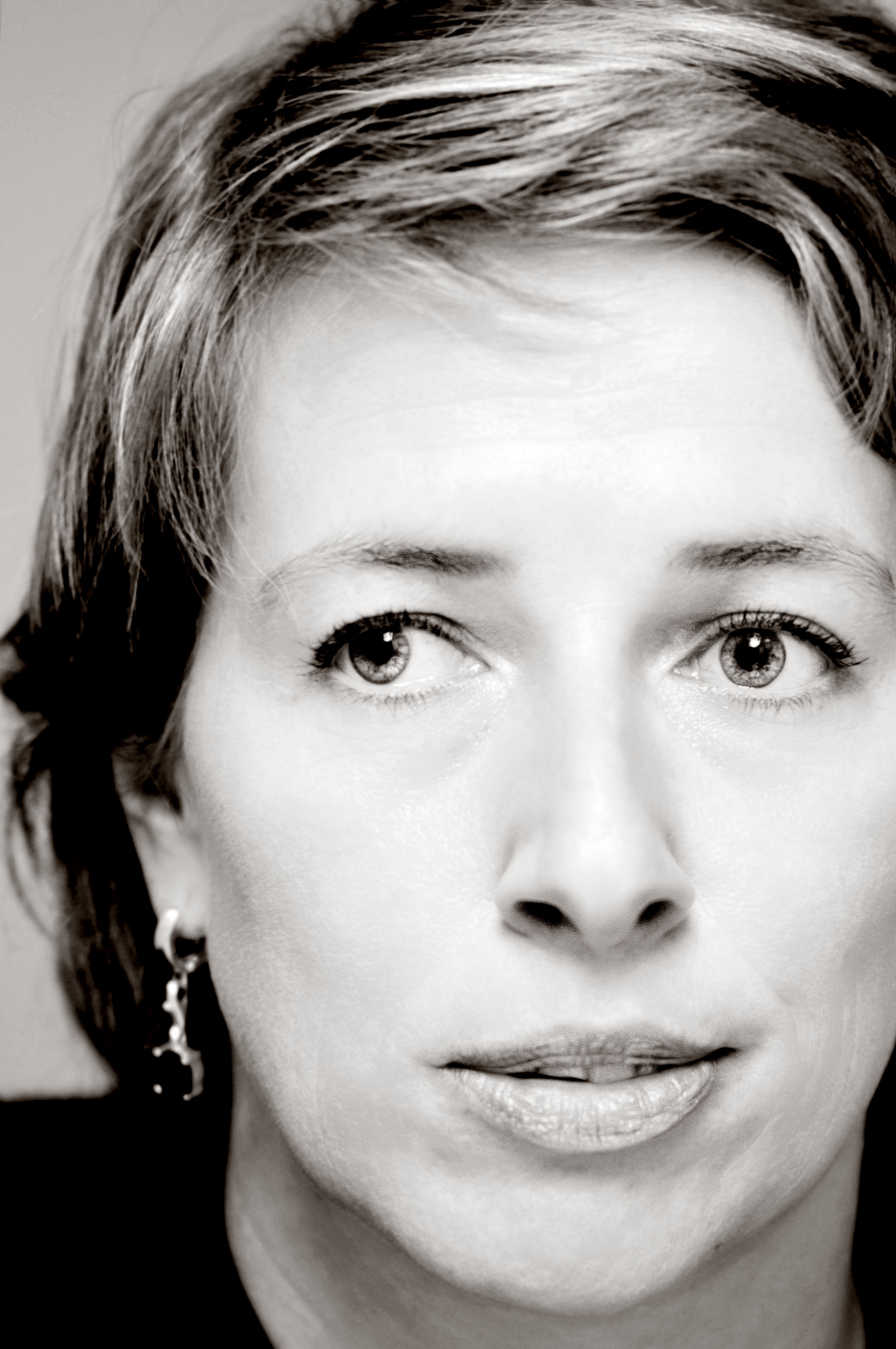
Caroline Gennez

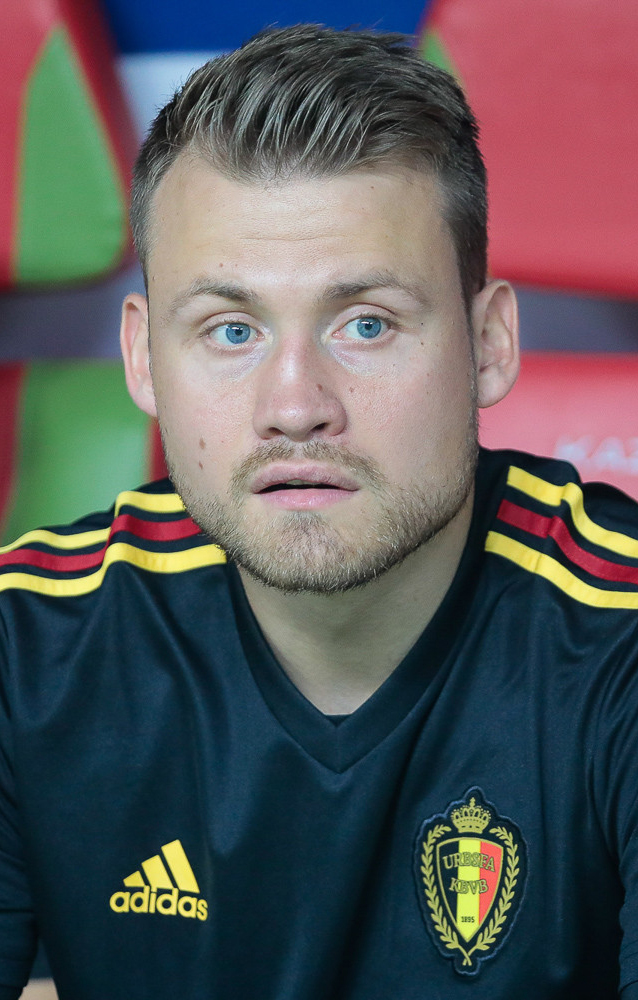
Simon Mignolet

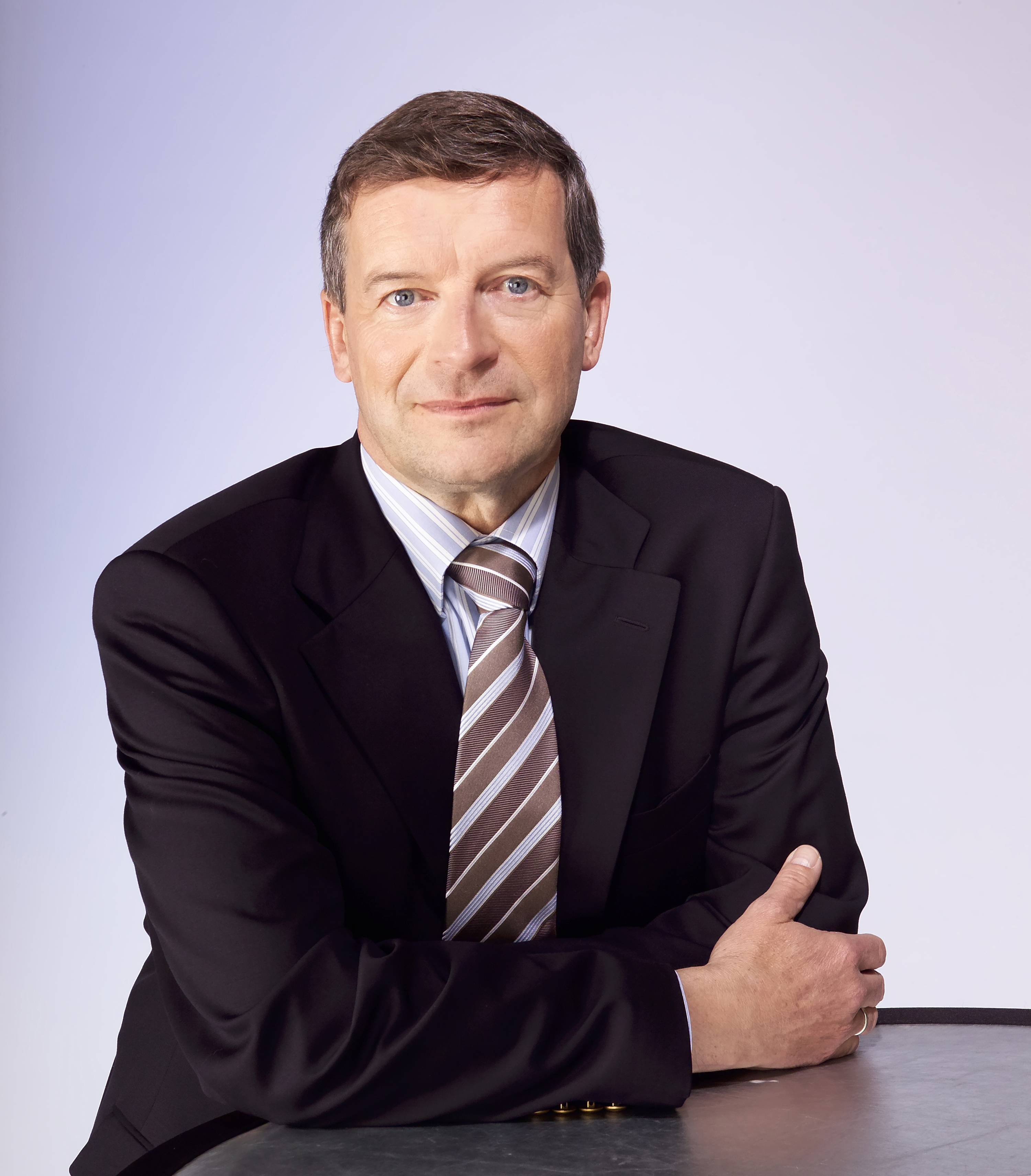
Johan Sauwens

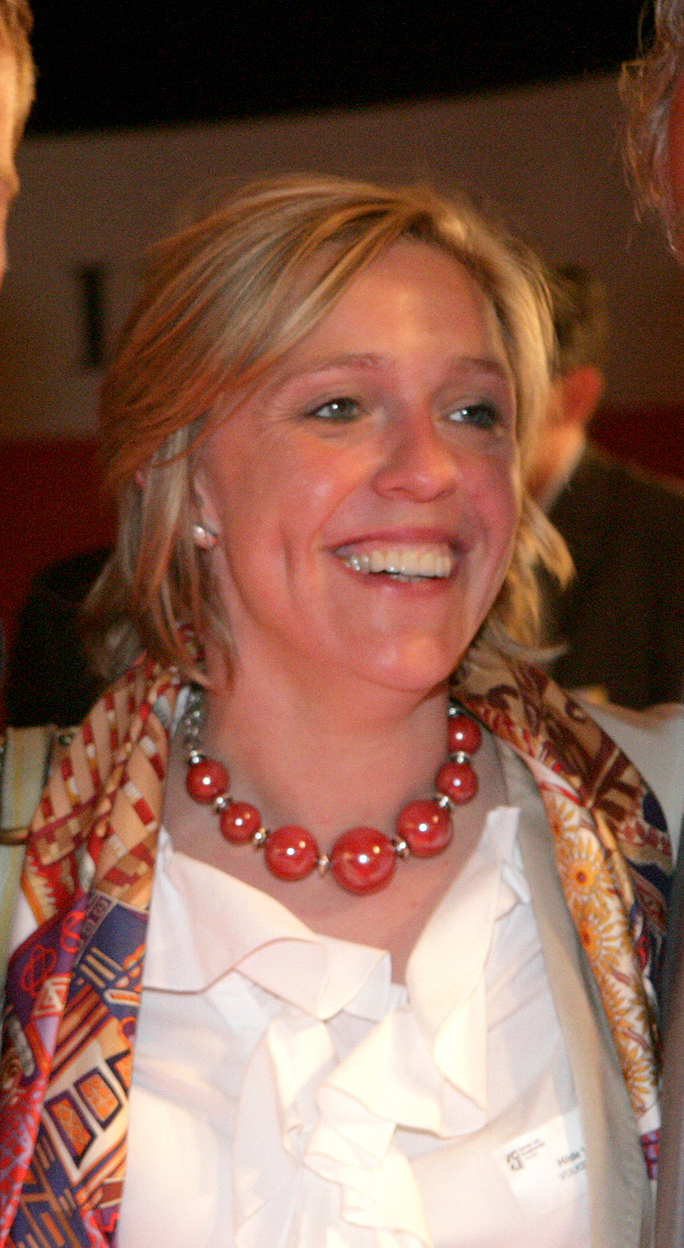
Hilde Vautmans

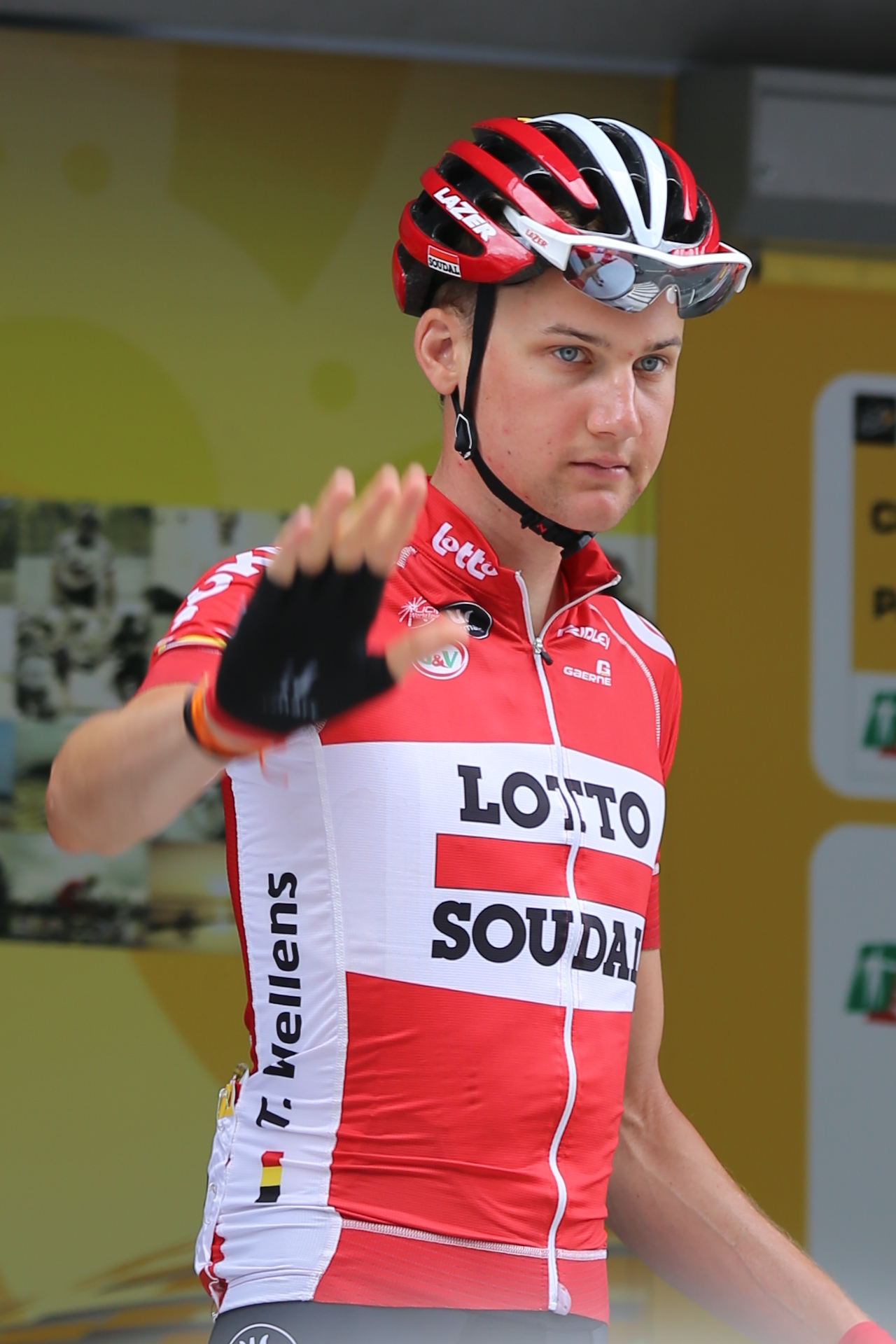
Tim Wellens

- Yorick Antheunis (1991), voetballer
- Jeroen Appeltans (1990), voetballer
- Pol Appeltants (1922-2001), voetballer

### B
- Roosmarijn Beckers (1986), Vlaams Parlementslid
- Ivo Belet (1959), Europees parlementslid
- Kristijan Belić (2001), Servisch-Belgisch voetballer
- Albert Bers (1931-2021), voetballer en trainer
- Emile Blavier (1884-1946), volksvertegenwoordiger en senator
- Danny Boffin (1965), voetballer
- Ruud Boffin (1987), voetballer
- Rudi Bogaerts (1964), kunstenaar
- Ria Bollen (1942), zangeres
- Govert Boyen (1977), voetballer
- Tina Bride (1977), zangeres
- Zymer Bytyqi (1996), Noors voetballer

### C
- Tineke Caels (1982), actrice
- Clément Cartuyvels (1842-1921), burgemeester van Sint-Truiden
- Paul Cartuyvels (1872-1940), burgemeester van Sint-Truiden
- Jef Cleeren (1934-2021), burgemeester van Sint-Truiden
- Arnold Clerinx (1816-1898), orgelbouwer
- Oscar Coemans (1834-1892), senator
- Ri Coëme (1914-1979), kunstenaar
- Johan Coenen (1979), wielrenner
- Désiré Collen (1943), chemicus en winnaar van de Francquiprijs
- Tom Coninx (1975), sportjournalist
- Toni Coppers (1961), schrijver
- Bert Cosemans (1966), acteur
- Johan Creten (1963), beeldend kunstenaar

### D
- Jozef De Bruycker (1891-1942), architect
- Marcel De Corte (1929-2017), voetballer
- Albert de Menten de Horne (1848-1920), volksvertegenwoordiger
- Bonaventure de Menten de Horne (1779-1823), burgemeester van Sint-Truiden
- Jean-Théodore de Menten de Horne (1789-1860), burgemeester van Sint-Truiden
- Antoine de Pitteurs-Hiegaerts (1795-1874), senator
- Armand de Pitteurs-Hiegaerts (1837-1924), senator en burgemeester van Rijkel
- Charles de Pitteurs-Hiegaerts (1797-1863), senator en burgemeester van Ordingen
- Henri de Pitteurs-Hiegaerts (1834-1917), gouverneur van Limburg
- Jacinta De Roeck (1956), senator
- Barthélémy de Theux de Meylandt (1794-1874), vijfde eerste minister van België
- Christina de Wonderbare (1150-1224), heilige
- Abdon Demarneffe (1906-1992), burgemeester van Sint-Truiden
- Dirk Demeersman (1964), springruiter
- Giel Deferm (1988), voetballer
- Deodaat del Monte (1582-1644), architect, astronoom en schilder
- Kristof Delorge (1986-2021), voetballer
- Peter Delorge (1980), voetballer
- Abdon Demarneffe (1906-1992), burgemeester van Sint-Truiden
- Astrid Demeure (1986), radiopresentatrice
- Nina Derwael (2000), olympisch kampioen turnen
- Antoon Dignef (1910-1991), wielrenner
- Joseph Doucé (1945-1990), dominee
- Kim Duchateau (1968), cartoonist

### E
- Marc Elchardus (1946), hoogleraar
- Jelle Engelbosch (1980), volksvertegenwoordiger

### F
- Kamiel Festraets (1904-1974), uurwerkmaker

### G
- Caroline Gennez (1975), politica
- Olympe Gilbart (1874-1958), senator
- Kristof Goessens (1985), voetballer
- Willo Gonnissen (1959), kunstenaar
- Serge Gumienny (1972), voetbalscheidsrechter

### H
- Nicky Hayen (1980), voetballer en trainer
- Ludo Hellinx (1955), acteur
- Jaak Henckens (1933-1981), volksvertegenwoordiger en Europees parlementslid
- Britt Herbots (1997), volleybalster
- Geert Hoebrechts (1969-2010), voetballer
- Jacques Joseph Hubar (1749-1804), politicus
- Sébastien Trudo Adrien Hubar (1788-1879), generaal

### K
- Phil Kevin (1969), zanger
- Gerald Kindermans (1957), volksvertegenwoordiger
- Odilon Knops (1905-1988), senator

### L
- Charles Lambrechts (1753-1825), rechtsgeleerde, canonist en politicus
- Bart Lammens (1961), ondernemer en voetbalbestuurder
- Hubert Lelièvre (1903-1976), componist en dirigent
- Ilse Liebens (1979), radiopresentatrice
- Mark Liebrecht[1](pseudoniem van Marcel Oger - 1916-1975) , componist, regisseur KVO, realisator BRT, lid RvB ANZ
- Edward Loos (1906-1968), componist, muziekpedagoog, dirigent, stadsbeiaardier en organist

### M
- Johan Malcorps (1957), voorzitter Agalev
- Simon Mignolet (1988), voetballer
- Christopher Mivis (1988), golfer
- Kurt Morhaye (1977), voetballer

### N
- Alfons Nicolaï (1889-1971), componist, dirigent, arrangeur en musicus

### O
- Justien Odeurs (1997), voetbalster

### P
- Antoon Pastorana (1640-1702), architect
- Luc Paque (1962), volksvertegenwoordiger
- Antoon-Alfons Plevoets (1883-1965), advocaat en Vlaams activist
- Odilon Polleunis (1943-2023), voetballer en winnaar Gouden Schoen 1968
- Ferdinand Portmans (1854-1938), burgemeester van Hasselt
- Hendrik Prijs (1898-1984), schrijver

### Q
- Artus Quellinus de Jonge (1625-1700), beeldhouwer
- Erasmus Quellinus de Oude (1584-1640), beeldhouwer

### R
- Michaël R. Roskam (1972), regisseur

### S
- Johan Sauwens (1951), volksvertegenwoordiger en burgemeester van Bilzen
- Georges Schroeder (1950), atleet
- Davy Schollen (1978), voetballer
- Ivan Sonck (1945), sportjournalist
- Helga Stevens (1968), volksvertegenwoordiger
- Timothy Stevens (1989), wielrenner
- Bart Stouten (1956), radiopresentator
- Bert Struys (1920-2000), acteur en regisseur

### T
- Johnny Thijs (1952), bedrijfsleider
- Sint-Trudo (630-693), patroonheilige van Sint-Truiden

### U
- Miranda Ulens (1969), syndicaliste

### V
- Anatole van Assche (1888-1978), stadsbeiaardier en componist
- Georgine van Assche (1939-2005), kunstschilder
- Jozef Van Overstraeten (1886-1986), Vlaams activist
- Ludwig Vandenhove (1959), burgemeester van Sint-Truiden
- Maarten Vandevoordt (2002), voetballer
- Elke Vanelderen (1978), tv-presentatrice
- Johnny Vangrieken (1951), politicus
- Klaus Vanhoutte (1965), rechtsgeleerde
- Koen Vanmechelen (1965), kunstenaar
- Ratko Vansimpsen (1989), voetballer
- Dylan Vanwelkenhuysen (1992), voetballer
- Hilde Vautmans (1972), volksvertegenwoordiger en Europees parlementslid
- Dirk Vijnck (1972), volksvertegenwoordiger
- Peter Voets (1968), voetballer en trainer
- Wouter Vrancken (1979), voetballer
- Alfred Vreven (1937-2000), minister van Landsverdediging
- Davinia Vanmechelen (1999), voetbalster

### W
- Tim Wellens (1991), wielrenner
- Juliaan Wilmots (1936-2000), musicus, dirigent, docent en componist.

## Elders geboren

### A

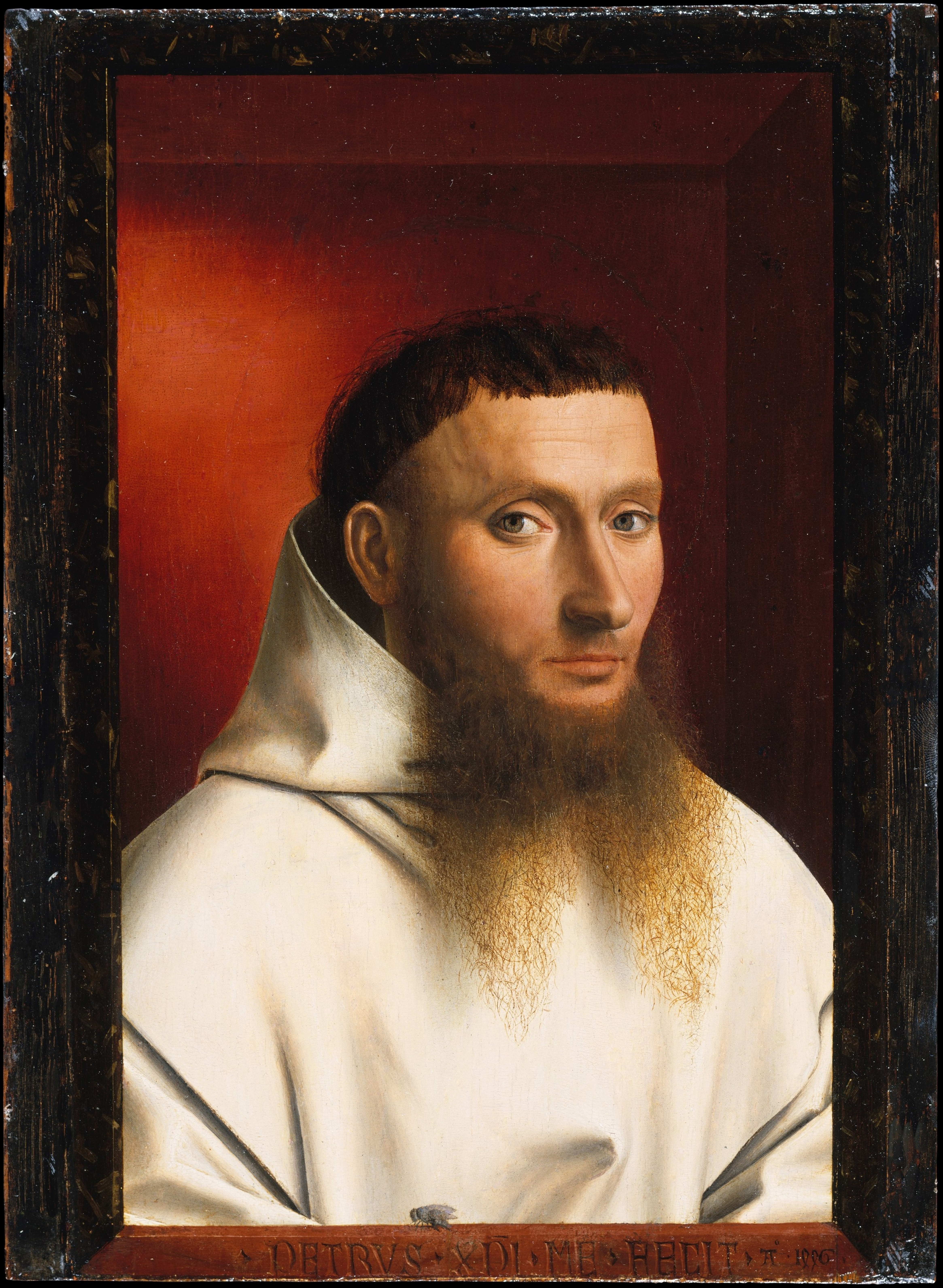
Dionysius de Karthuizer

- Firmin Aerts (1929), burgemeester van Sint-Truiden

### B
- Alfred Bertrand (1913-1986), minister van Verkeerswezen en van Volksgezondheid
- Bram Bogart (1921-2012), kunstenaar

### C
- Chrodegang (712-766), heilige
- Alain Coninx (1948), journalist

### D
- Guillaume de Corswarem (1799-1884), volksvertegenwoordiger
- Dionysius de Karthuizer (1403-1471), zalige, geleerde en mysticus
- Werner de Lamberts-Cortenbach (1775-1849), gouverneur van Limburg
- Conrad Detrez (1937-1985), schrijver, journalist, diplomaat
- Frank De Winne (1961), astronaut
- Hugo Duchateau (1938), beeldend kunstenaar
- Roland Duchâtelet (1946), ondernemer, senator en voetbalbestuurder

### F
- Etienne Fayen (1720-1773), architect Stadhuis van Sint-Truiden
- Ida Fourier (1797-1869), stichter Psychiatrisch Ziekenhuis Sancta Maria

### H
- Veerle Heeren (1965), minister van Welzijn, Volksgezondheid en Gezinnen en burgemeester van Sint-Truiden
- Hilde Houben-Bertrand (1940), gouverneur van Limburg
- Aldous Huxley (1894-1963), schrijver

### M
- Guy Mangelschots (1941), voetballer en trainer

### R
- Rik Rappoort (1932-2010), grafisch ontwerper
- Noël Reynders (1947), stadsbeiaardier

### S
- Armand Schreurs (1952), radiopresentator, cabaretier en columnist

### T
- Jean Thenaers (1892-1963), burgemeester van Sint-Truiden

### V
- Lodewijk IV van Loon (1290-1336), voogd van Sint-Truiden
- Frederik van Luxemburg (1003-1065), voogd van Sint-Truiden
- Michel van der Smissen (1623-1679), abt van Sint-Truiden
- Adalbero I van Metz (910-962), abt van Sint-Truiden
- Drogo van Metz (801-855), abt van Sint-Truiden
- Eucherius van Orléans (694-743), heilige
- Frans Van Rompaey (1947-2019), cartoonist
- Valère Vautmans (1943-2007), senator
- Raoul Vreven (1900-1979), politicus

### W
- Marc Wilmots (1969), voetballer en trainer